# Karl-Heinz Luck
Karl-Heinz Luck (n. 28 ianuarie 1945, Unterschönau, Turingia, Germania – d. 31 august 2024, Rotterode, Turingia, Germania) a fost un sportiv ce a reprezentat Germania, medaliat olimpic. A participat la 2 ediții ale Jocurilor Olimpice (1968, 1972) în care a câștigat o medalie de bronz.